# Baradères (gemeente)
Baradères (Haïtiaans-Creools: Baradè) is een stad en gemeente in Haïti met 41.000 inwoners. De plaats ligt op het schiereiland Tiburon, 55 km ten oosten van de stad Jérémie. Het is de hoofdplaats van het gelijknamige arrondissement in het departement Nippes.
Er worden bananen, limoenen, suikerriet, koffie en katoen verbouwd. Verder vindt er industriële verwerking van koffie en rietsuiker plaats.

## Indeling
De gemeente bestaat uit de volgende sections communales:
| Nr. | Naam               | Km²   | Inw.2015 |
| --- | ------------------ | ----- | -------- |
| 1   | Gérin (of: Mouton) | 32,57 | 5.927    |
| 2   | Tête d'Eau         | 36,93 | 8.588    |
| 3   | Fond Tortue        | 34,02 | 10.528   |
| 4   | La Plaine          | 29,16 | 7.722    |
| 5   | Rivière Salée      | 60,03 | 8.480    |